# کردستان ایران
کردستان ایران یا کردستان خاوری (کُردی: ڕۆژهه‌ڵاتی کوردستان) به بخش‌های عمدتاً کُردنشین در ایران گفته می‌شود. این بخش‌ها شامل استان‌های کردستان، کرمانشاه، ایلام و آذربایجان غربی است.

## تاریخ

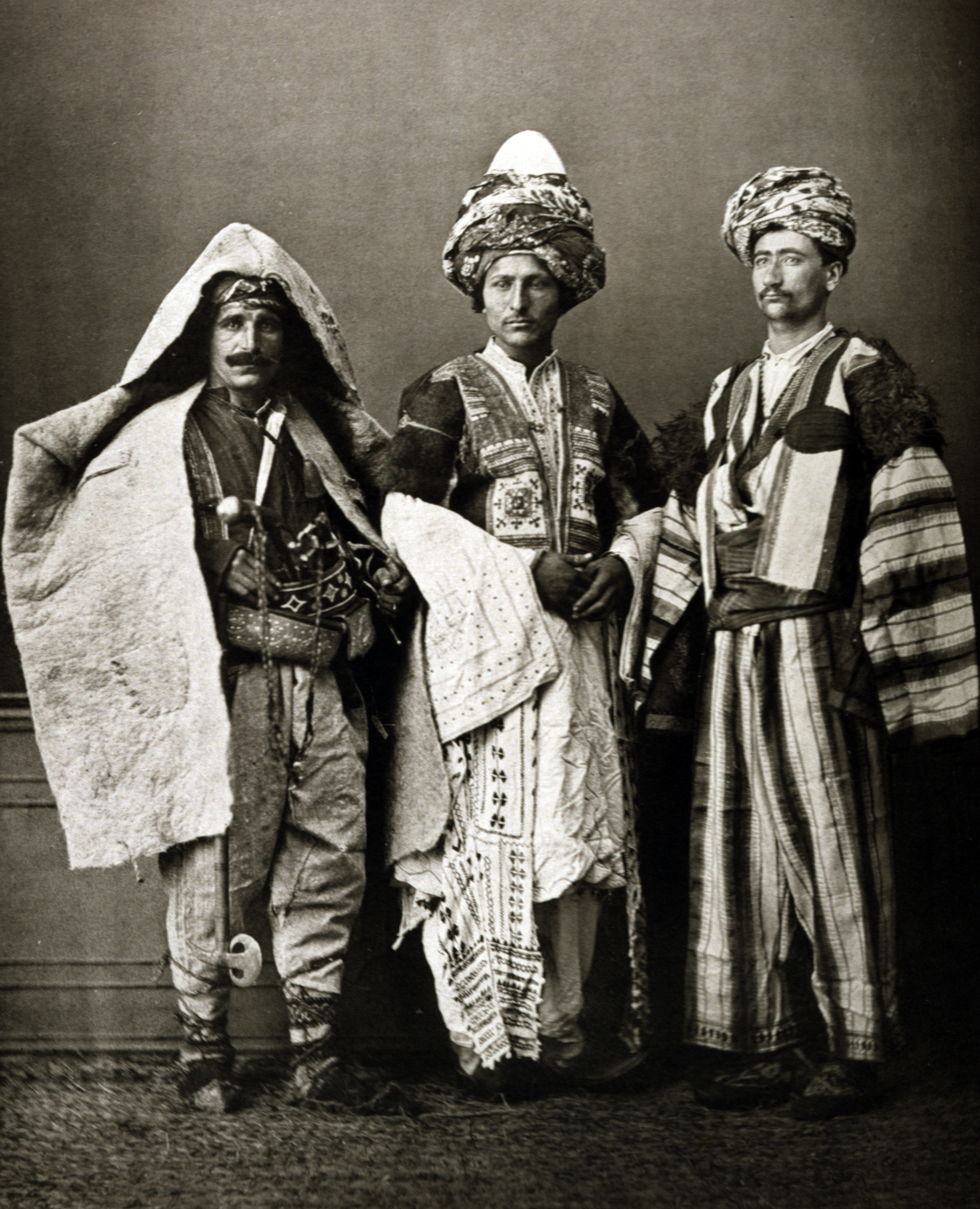
پوشش چند مرد کرد، در سال ۱۲۵۲ خورشیدی.

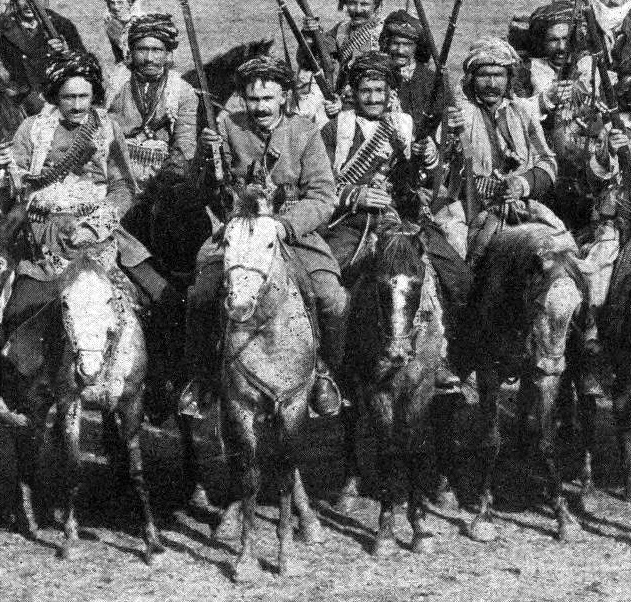
سواران کرد در کوه‌های قفقاز؛ نیویورک تایمز، ۳ بهمن ۱۲۹۳ خورشیدی.

به‌طور کلی از بدو تاریخ کوه‌های بالای میان‌رودان مسکن و جایگاه مردمی بوده است که با امپراتوری‌های بابل و آشور در جنگ بوده‌اند و گاه آن‌ها را شکست می‌داده‌اند. مادها پس از ورود به زاگرس اقوام بومی آن‌جا یعنی کاسی‌ها و لولوبی‌ها و گوتی‌ها و دیگر اقوام آسیا را در خود حل کردند و زبان خود را در منطقه رواج کامل دادند. زبان‌های کردی (سورانی/کرمانجی) با سایر زبان‌های ایرانی مانند فارسی، بختیاری، تالشی، گیلکی و بلوچی از یک ریشه واحد هستند.
- گوتی‌ها امروزه به عنوان نیاکان کردها[۱۵] شناخته شده‌اند.[۱۶]
- گرنوت ویندفور، زبان کردی را، بیشتر نزدیک به زبان پهلوی اشکانی می‌داند.[۱۷]
- در دوره‌های تاریخ، منطقه کردستان بخشی از امپراتوری‌های ماد، هخامنشی، سلوکی، اشکانی و ساسانی گشت.
- پس از حمله مغول، ناحیه جبال به دو بخش نامساوی عراق عجم، بزرگتر و در سمت شرق، و کردستان، کوچکتر و سمت غرب، که کرمانشاه نیز جزئی از آن بود تقسیم گشت.[۱۸]
- در زمان غازان خان، کردستان شرقی یکی از نواحی ایران بود. در دوره صفوی، کردستان یکی از چهار ولایت ایران بود. در دوره سلطنت شاه عباس بزرگ کردستان یکی از ایالات ایران بود و والی آن یکی از پنج والی ایران بود. کردستان یکی از ولایات عصر زند بود. طبق قانون تقسیمات کشور و وظایف فرمانداران و بخشداران، مصوب ۱۶ آبان ۱۳۱۶، کردستان بخشی از استان غرب بود. در ۱۳۴۴، ایران به سیزده استان تقسیم شد که کردستان یکی از آن‌ها بود.[۱۹]

در قرن نوزدهم، کرمانشاه اهمیت تجاری و استراتژیک زیادی یافت و مرکز کردستان ایران شد. کرمانشاه ولایتی مجزا از اردلان را شکل داد. مرکز اردلان، که کردستان هم خوانده می‌شد، سنه بود. در ۱۸۰۶، فتحعلی‌شاه بزرگ‌ترین پسرش محمدعلی میرزا را به حکومت کل کردستان و لرستان منصوب کرد. او ارتشی به مربیگری فرانسوی‌ها تشکیل داد و در دوره او کرمانشاه سدی در برابر پیشروی عثمانی‌ها شد.

## زبان
هنگامی که از زبان کردی سخن به میان می‌آید، مقصود زبانی است که کردها هم اینک با آن سخن می‌گویند. زبان شناسان و شرق‌شناسان غربی گفته‌اند که: این زبان از زبان‌های هندواروپایی و خانواده‌های هند و ایرانی و در زمرهٔ زبان‌های ایرانی است و با زبان فارسی شباهت بسیاری دارد.
احمد کسروی، در شیخ صفی و تبارش، تاریخ تبار و زبان مردم آذربایجان می‌نویسد: پیش از صفوی هیچ شاعر ترک گویی در آذربایجان پیدا نشد و همگی مردم هر که ماد و آریایی‌تبار بودند به زبان پهلوی آذری گفتگو می‌کردند که همانند فارسی و لری و کردی بود.
حمزه اصفهانی در کتاب سنی ملوک الارض و الانبیا می‌نویسد:پارسیان، دیلمیان (یکی از گروه‌های مهم ایرانی‌زبان) را کردهای طبرستان می‌دانستند - چنان‌که اعراب را کردهای سورستان.
کردی از ریشه زبان‌های ایران قبل از حمله اعراب به ایران است. زبان کردی دارای ادبی بسیار پهناور است. قدیم‌ترین نوشته به زبان پهلوی اشکانی قباله‌ای است که از اورامان در کردستان به دست آمده است.
زبان کردی شامل گویش‌های متعدداست و مکمل گروه «ایرانی-آریایی» هستند که به خانواده بزرگ زبان‌های هندو ایرانی تعلق دارد. به‌طور کلی زبان کردی به سه گروه گویشی تقسیم می‌شود: ۱- گروه غربی شامل گویش‌های موسوم به کُرمانجی/ کِرمانجی ۲-گروه شرقی ۳- گروه مرکزی و هم چنین گروه جنوبی که از تعداد زیادی گویش‌های ناهمگون تشکیل شده است که از این بین می‌توان به گویش لکی، گویش سنجابی، کلهری اشاره کرد. - مرداویز)
کرمانجی گویش کردهای شمال خراسان (بجنورد، قوچان، فاروج، شیروان، مانه و سمنقان، اسفراین و…)، ناحیه مرزی ایران و ترکیه (تمام کردهای استان آذربایجان غربی به غیر از منطقه مکریان)، همچنین روستاهای تکاب و شاهین‌دژ و کردهای ساکن شهر ارومیه است. سورانی در بخش میانی مناطق کردنشین ایران شهرهای اصلی سورانی‌زبان عبارتند از: شهرهای استان کردستان، شهرهای کردنشین جنوبی آذربایجان غربی و مناطق شمال غربی استان کرمانشاه. کردی جنوبی دارای لهجه‌های کردی کرمانشاهی، گروسی، کلیایی، مایانی، سنجابی، لکی، کلهری و کردی ایلامی است که در استان کرمانشاه و ایلام و بخش‌هایی از استان‌های کردستان بدان تکلم دارند.
زبان نوشتاری کردهای ایران در حال حاضر زبان فارسی است. عبدالحمید حیرت سجادی بایگانی‌شده  در ۸ مارس ۲۰۲۲ توسط Wayback Machine، محقق سنندجی، در کتاب «شاعران کرد پارسی‌گوی» بیش از ۱۲۵۰ شاعر کرد را که اشعاری فارسی داشته‌اند در اثر ۹۰۰ صفحه‌ای خود معرفی کرده است. این شاعران تمامی از مناطق کردنشین ایران هستند و سروده‌های فارسی ایشان مضامین عارفانه، عاشقانه، اجتماعی و سیاسی را دربر می‌گیرد.

## دین و مذهب

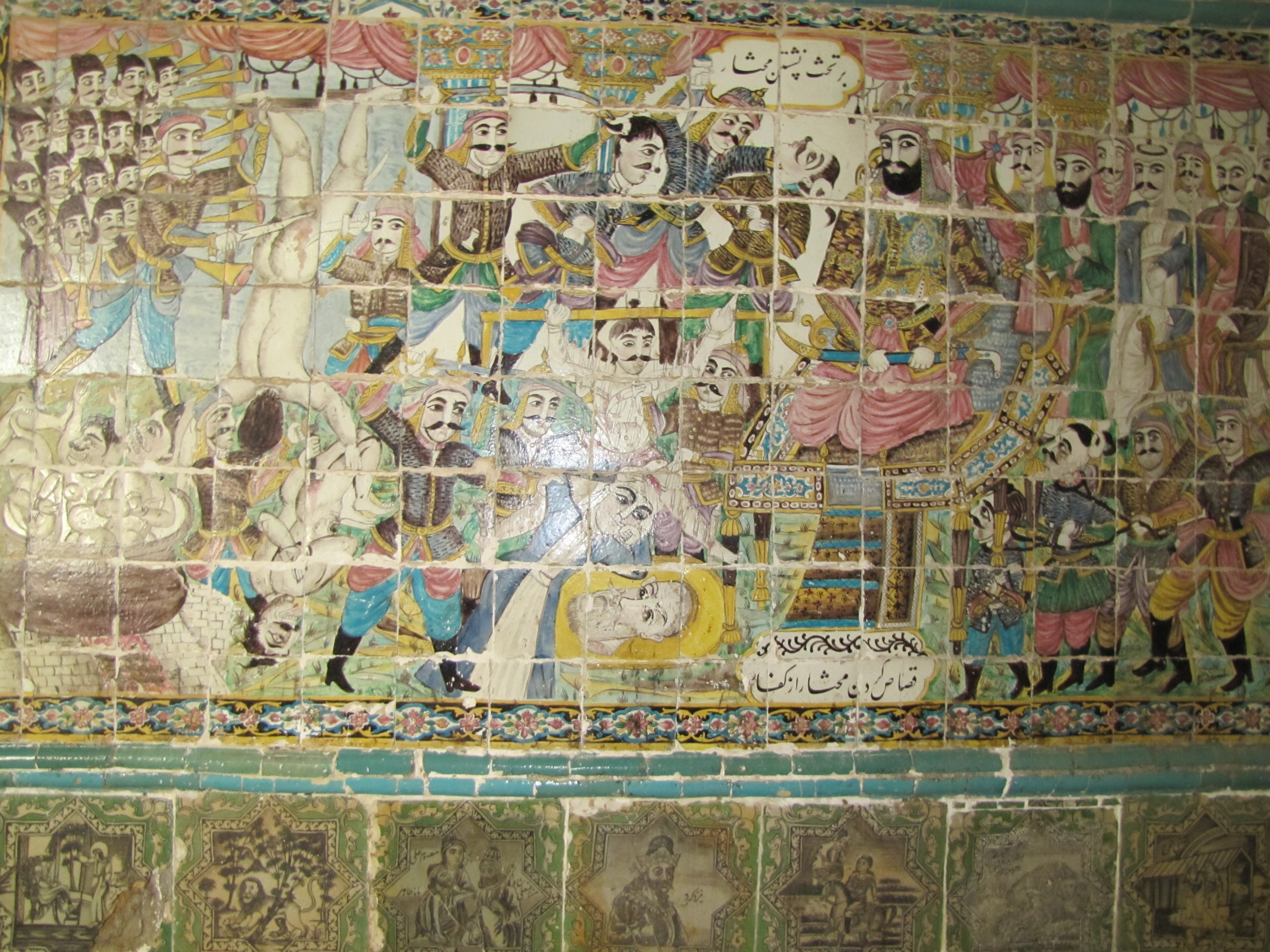
بر تخت‌نشینی مختار تکیه معاون‌الملک کرمانشاهان

کردهای استان آذربایجان غربی اهل‌سنت هستند. در استان کردستان اکثریت با اهل تسنن است، اما جمعیتی از کردهای شیعه نیز در شهرستان‌های بیجار و قروه زندگی می‌کنند.
در استان کرمانشاه جمعیت میان مردم شیعه، اهل‌سنت و یارسان تقسیم شده است. مردم یارسان عمدتاً در منطقهٔ دالاهو در غرب استان کرمانشاه، مناطق شرق استان و نیز در مرکز استان زندگی می‌کنند.
در استان ایلام اکثریت با کردهای شیعه است، اما اقلیتی از پیروان یارسان نیز در این استان زندگی می‌کنند.
در میان کردها همچنین مردمی با مذاهب مسیحی، یهودی و بهایی زندگی می‌کنند.
هنری بایندر سیاح فرانسوی که در اواخر قرن نوزدهم از قصر شیرین دیدن کرده است، در سفرنامهٔ خود با عنوان «در کردستان، در بین‌النهرین و پرشیا» که در سال ۱۸۸۷ به چاپ رسیده است می‌نویسد:
.... بیشتر کُردان ایران از فرقهٔ علی‌اللهی هستند. اگر آن‌ها را در انجام کارهایشان آزاد گذارند، آن‌ها هم در کار دیگران مداخله نمی‌کنند. حس احترام به عقیدهٔ مذهبی دیگران در نزد ایشان بسیار زیاد است.

## بخش‌های کُردنشین ایران
مناطق کُردنشین ایران فقط محدود به چهار استان ذکر شده نیست و در استان‌های اردبیل، خراسان شمالی، البرز، خراسان رضوی، تهران و همدان هم جمعیت قابل توجهی از کردها ساکن هستند.

### جمعیت

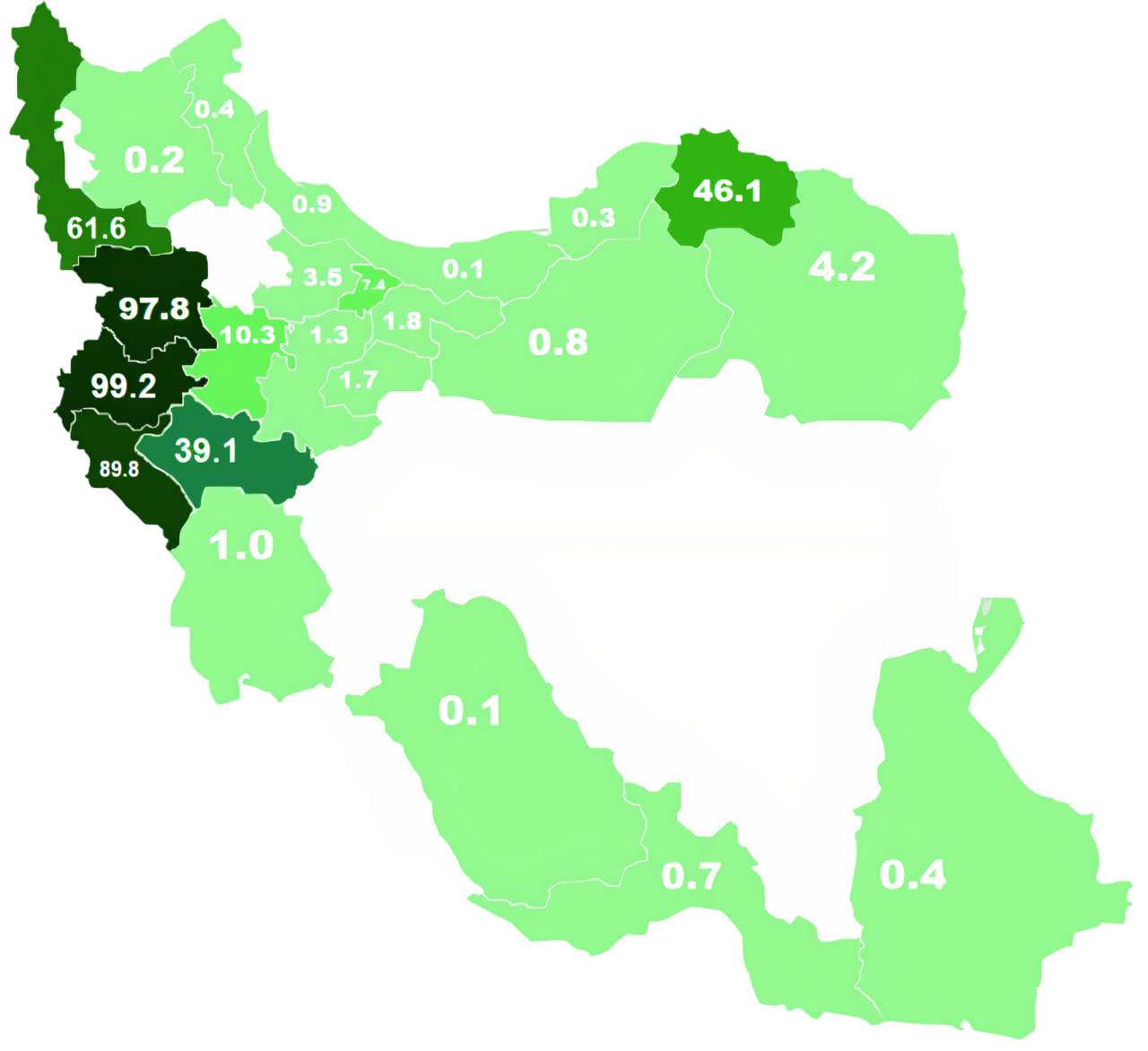
پراکنش کردهای ایران بر اساس استان‌ها

در ایران بیشینه جمعیت استان‌های کردستان، کرمانشاه و ایلام و بخش قابل توجهی از جمعیت استان‌های آذربایجان غربی و خراسان شمالی کُرد هستند، به علاوه درصدی از کردها نیز در سایر استان‌ها سکونت دارند. استان خراسان رضوی با حدود ۳۰۰ هزار نفر کرد (۵ درصد جمعیت استان)، استان تهران با حدود ۴۰۰هزار نفر کرد (۵ درصد جمعیت استان)، استان البرز با حدود ۲۰۰ هزار نفر کرد (۷٫۵ درصد جمعیت استان)، استان همدان با حدود ۱۷۰ هزار نفر کرد (۱۰ درصد جمعیت استان) و سایر مناطق کشور با حدود ۳۰۰ هزار نفر، مهم‌ترین مناطق با جمعیت قابل توجه کرد در ایران هستند و بنابراین کل جمعیت کردهای ایران روی هم بیش از ۷٬۲۰۰٬۰۰۰ میلیون نفر (در حدود ۷٫۷۵ درصد جمعیت ایران در سال ۱۳۹۵) بوده است. در کشورهای ایران، ترکیه و سوریه آمارگیری دقیقی از جمعیت کردها وجود ندارد. کرمانشاه بزرگ‌ترین شهر کردنشین ایران با جمعیت ۹۴۶٬۶۵۱ (۱۳۹۵) است.
جدول زیر شامل جمعیت شهرهای بزرگ کردنشین ایران براساس سرشماری سال ۱۳۹۵ خورشیدی است:
| ردیف | نام شهر  | استان          | جمعیت شهر | جمعیت شهرستان | رتبه در استان |
| ---- | -------- | -------------- | --------- | ------------- | ------------- |
| ۱    | کرمانشاه | استان کرمانشاه | ۹۴۶٬۶۵۱   | ۱٬۰۸۳٬۸۳۳     | ۱             |
| ۲    | سنندج    | استان کردستان  | ۴۱۲٬۷۶۷   | ۵۰۱٬۴۰۲       | ۱             |
| ۳    | ایلام    | استان ایلام    | ۱۹۴٬۰۳۰   | ۲۲۲٬۷۷۰       | ۱             |
| ۴    | بوکان    | آذربایجان غربی | ۱۹۳٬۵۰۱   | ۲۵۱٬۴۰۹       | ۳             |
| ۵    | مهاباد   | آذربایجان غربی | ۱۶۸٬۳۹۳   | ۲۳۶٬۸۴۹       | ۴             |
| ۶    | سقز      | استان کردستان  | ۱۶۵٬۲۵۸   | ۲۳۴٬۳۷۷       | ۲             |

سازمان سیا جمعیت تمامی کُردهای ساکن در ایران را ۱۰٪ جمعیت کشور برآورد کرده است.
جمعیت ایران بالغ بر ۷۵٬۱۴۹٬۶۶۹ تن (سرشماری سال ۱۳۹۰) و ۷۹٬۹۲۶٬۲۷۰ تن (سرشماری سال ۱۳۹۵) و وسعت ایران ۱٬۶۴۸٬۱۹۵ کیلومتر مربع است بنابراین سه استان عمدتاً کرد نشین در سال ۱۳۹۰ در حدود ۴٬۵۱ درصد وسعت ایران و در حدود ۵٬۳۱ درصد از جمعیت ایران در سال ۱۳۹۰ و ۵٬۱۷ درصد از جمعیت ایران در سال ۱۳۹۵ را تشکیل می‌دهد که نشان دهنده کاهش درصد جمعیت این چهار استان به جمعیت کل کشور طی سال‌های ۱۳۹۰ تا ۱۳۹۵ می‌باشد (رشد کمتر جمعیت نسبت به بقیه مناطق و مهاجرت منفی داخلی یا خارجی). جمعیت کل این سه استان در سال ۱۳۹۵ بر اساس سرشماری ۱۳۹٬۱۳۲ نفر نسبت به سال ۱۳۹۰ افزایش یافته است (به‌طور میانگین سالانه ۲۷٬۸۲۷ نفر).
| ردیف | نام استان            | مرکز     | وسعت (کیلومتر مربع) | جمعیت سال ۹۰      | جمعیت سال ۹۵      |
| ---- | -------------------- | -------- | ------------------- | ----------------- | ----------------- |
| ۱    | کردستان              | سنندج    | ۲۹٬۱۳۷              | ۱٬۴۹۳٬۶۴۵         | ۱٬۶۰۳٬۰۱۱         |
| ۲    | کرمانشاه             | کرمانشاه | ۲۴٬۹۹۸              | ۱٬۹۴۵٬۲۲۷         | ۱٬۹۵۲٬۴۳۴         |
| ۳    | ایلام                | ایلام    | ۲۰٬۱۳۳              | ۵۵۷٬۵۹۹           | ۵۸۰٬۱۵۸           |
| کل   | بخش‌های کردنشین ایران | -        | (۴٬۵۱٪) ۷۴٬۲۶۸      | (۵٬۳۱٪) ۳٬۹۹۶٬۴۷۱ | (۵٬۱۷٪) ۴٬۱۳۵٬۶۰۳ |

- بخش‌های کردنشین آذربایجان غربی به دلیل نبود آمار دقیق در نظر گرفته نشده است. همچنین مساحت دو استان کرمانشاه و کردستان مقادیر متفاوتی ذکر شده است.[۳۸]

## فرهنگ و آداب و رسوم

### نوروز

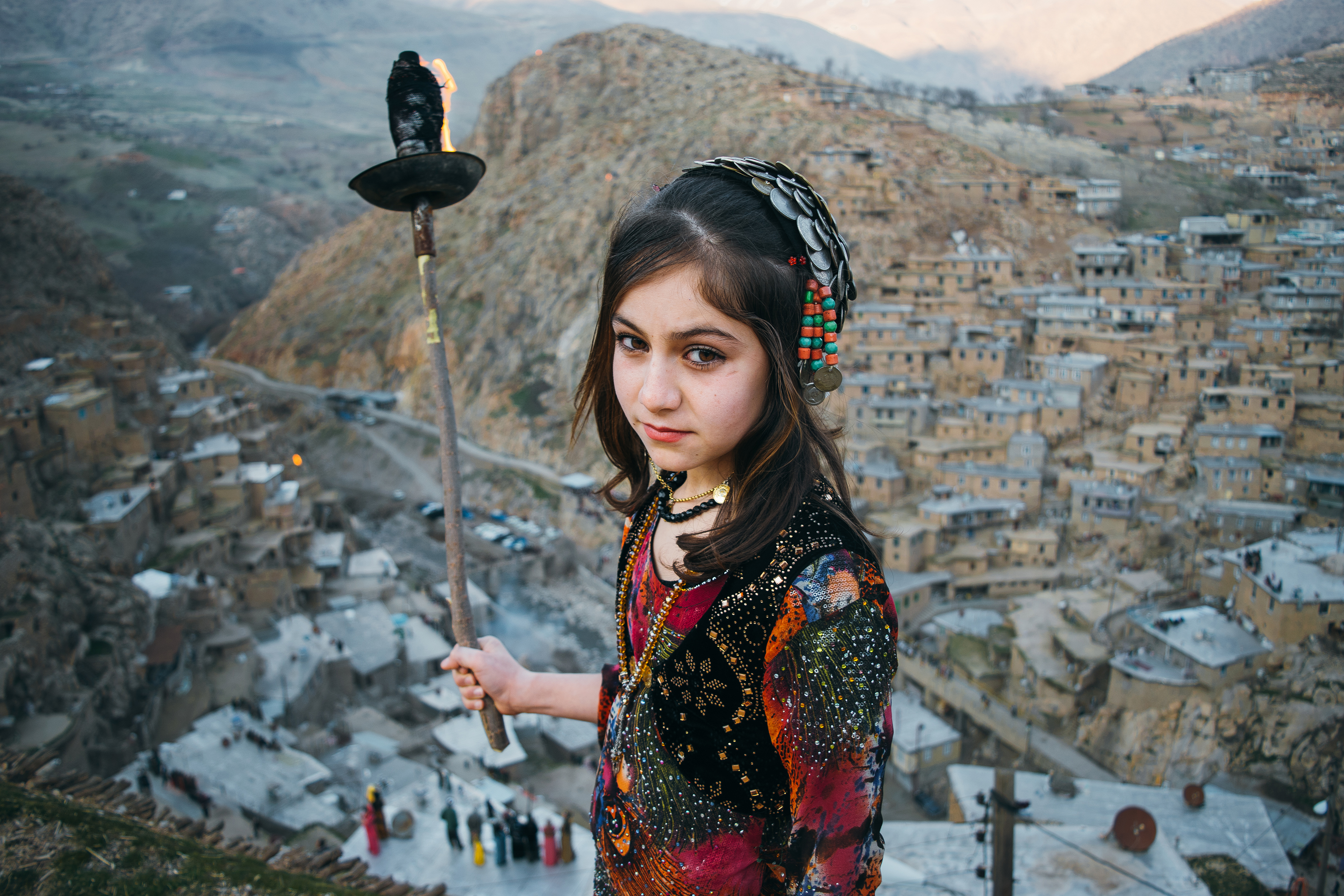
دختر کرد اهل پالنگان در حال برگزاری مراسم نوروز

در داستان‌های کردی آمده است که چهار هزار سال پیش از میلاد مسیح کی مورس (به فارسی کیومرث) نامی از مردم کرد پیدا شد و از همان ابتدای کار اهریمن نامی با وی به دشمنی برخاست. او در کوهستان‌های رواندز با اهریمن به جنگ پرداخت و در آغاز پیکار به سپاهیانش فرمان داد که در صورت پیروزی بر دشمن و کشتن اهریمن بر ستیغ کوه‌ها و بالای تپه‌ها و گردنه‌ها، برج‌هایی از آتش برافروزند تا هم نشانی بر اعلام پیروزی باشد و هم فرمانی بر بازگشت سپاه از جبهه‌ها به نزد وی. سرانجام پیکار با اهریمن به پیروزی سپاه کی مورس پایان یافت و آتش‌ها بر بالای کوه‌ها زبانه کشید و با تابش شعله‌ها پیروزی حق بر باطل و شکست اهریمن به آگاهی عامه رسید. روز پیروزی بر دشمن ده روز پیش از موقع نوروز کنونی بود. کی مورس فرمان داد نه تنها آن روز بلکه ۹ شبانه روز پس از آن را همراه با برافروختن آتش و مراسم جشن و سرور بگذرانند. بدین ترتیب در مدت برگزاری این مراسم جه‌ژنی ۹ روژ از کوه‌ها گرفته تا مراکز شهرها را فروغ تابناک آتش همراه با آهنگ پیروزی دربرگرفته و شب تیره را به روز روشن مبدل ساخته بود. از آن هنگام جه‌ژنی نه‌روژ شکوهی خاص یافت و هر سال همراه با مراسم ویژهٔ آتش بازی برگزار می‌شد.
چهار سال سال بعد از کی مورس ضحاک نامی با سپاه عظیم خود از اورشلیم به سوی کردستان روی آورد و این سرزمین را اشغال کرد. ضحاک دو مار داشت که آن‌ها را می‌پرستید و به مردم نیز دستور داد که در مقام پرستش مارهای وی برآیند. پابپای این فرمان ظلم و ستم آغاز کرد و به اذیت و آزار رعایا پرداخت. کردها مدتی تحمل کردند سرانجام کاوه آهنگر پیدا شد؛ و گروهی از ستمدیدگان را به دور خود جمع کرد. کاوه مدت‌ها در اندیشه بود تا موقع مناسبی برای قیام علیه ضحاک بیابد، تا آنکه شب جه‌ژنی ۹ روژ (جشن نه روز) را برای این کار مهم برگزید. در سپیده دم جه‌ژنی ۹ روژ، (برابر با بیست و یکم مارس) به همدستی یارانش به سوی مرکز ستمگری ضحاک یورش برد و آن را به زیر نفوذ خود درآورد. او پس از کشتن ضحاک با انبوه ستمدیدگان پیروز، به سوی اقامتگاه شاهزاده‌ای آریائی به نام فریدون پسر آبتین حرکت کرد و او را به پادشاهی خواندند. در این روز مژده پیروزی کاوه بر ضحاک ستمگر بر همه جا پیچید و بدین ترتیب جلوه جاودانی و خاطرهٔ شکوهمند نوروز که زمینهٔ اصلی آن از دوره کیومرث بود، بر صفحه روزگار نقش بست.

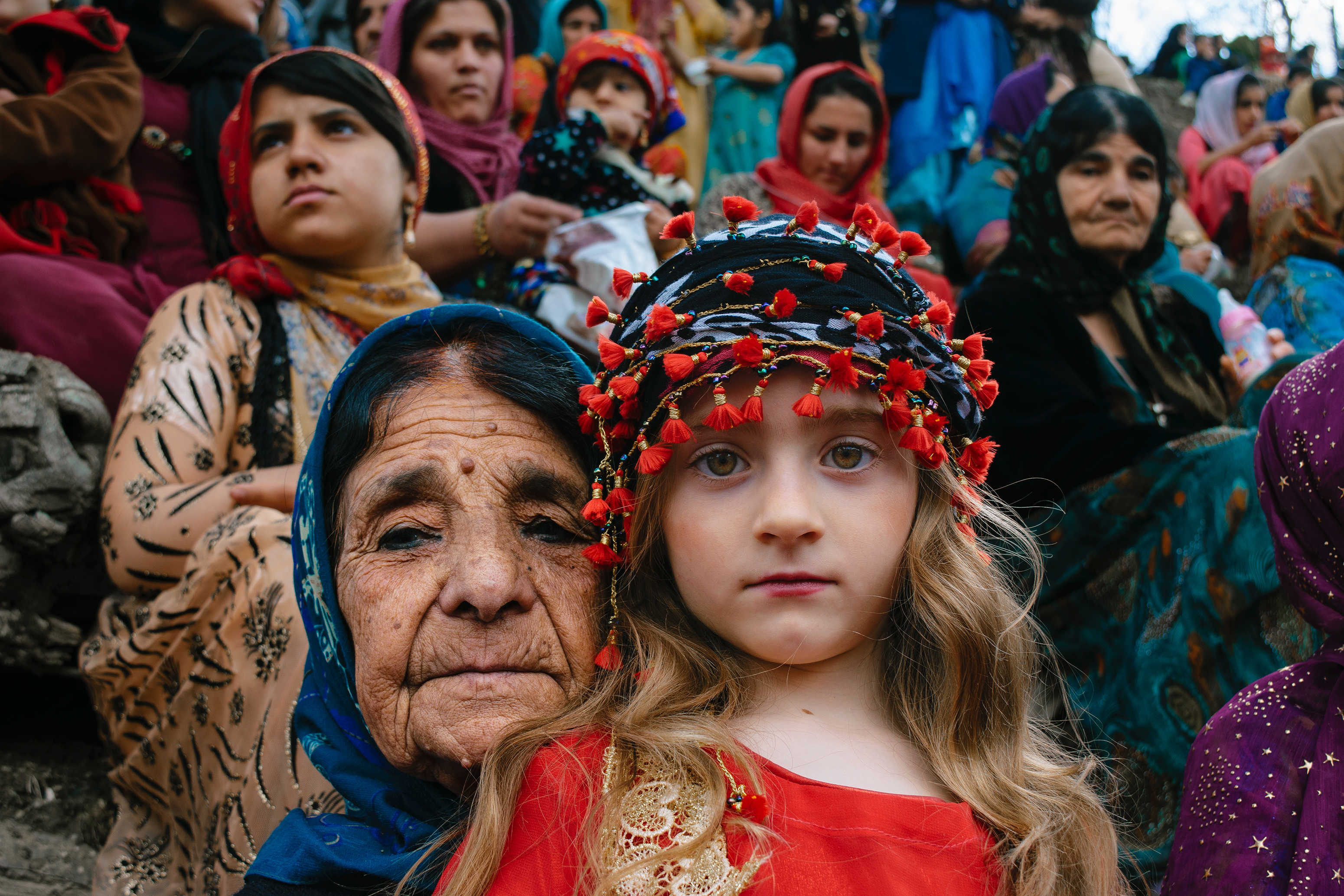
نگاره‌ای از یک دختر کرد و مادربزرگش در شهرستان سروآباد

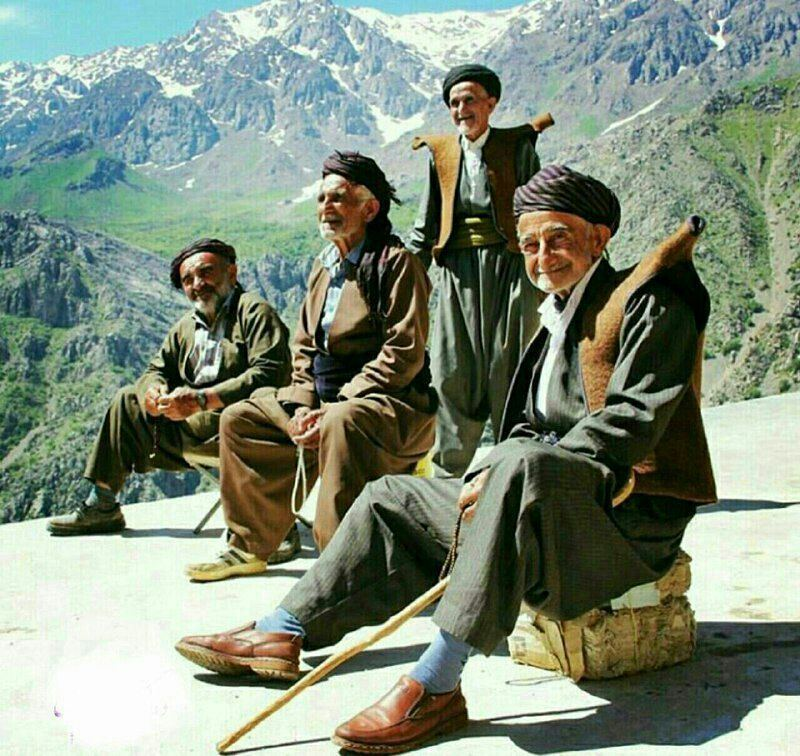
گروهی از مردان کرد با لباس کردی در هورامان

## اقتصاد منطقه
منطقه به سبب مرزی بودن و قرار گرفتن جنگ ایران و عراق و جنگ با احزاب مخالف کرد و تبعیض‌های سیاسی و دور بودن از مرکز ایران از لحاظ صنایع پیشرفته پیشرفت چندانی ندارد. اما طی سال‌های اخیر تعدادی کارخانه بزرگ و کوچک ساخته شده.

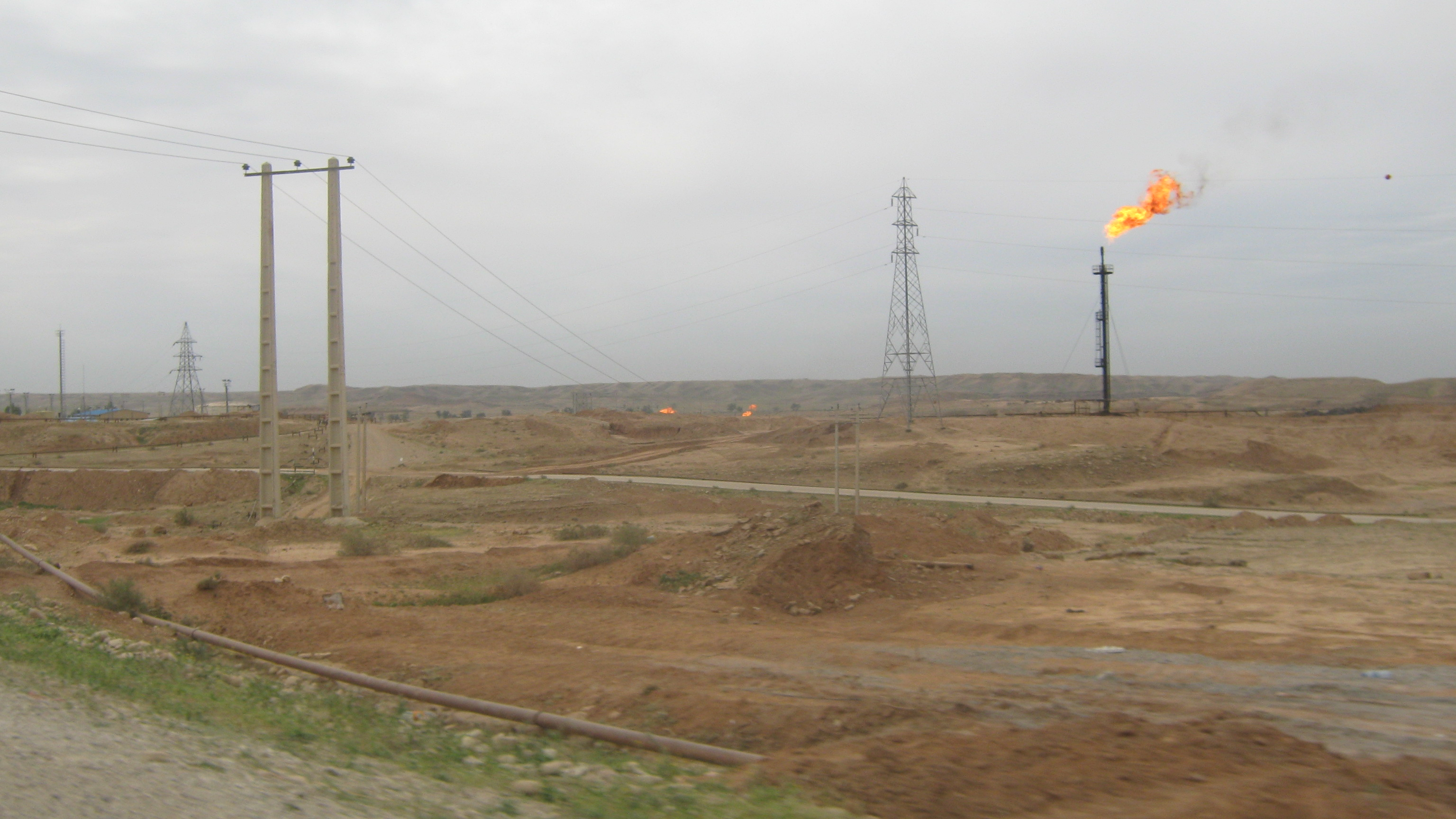
منطقه نفتی نفت شهر کرمانشاه

### صنایع
عمده‌ترین صنایع پیشرفته منطقه عبارت‌اند از: صنایع نفت، گاز، پتروشیمی، فولاد در ایلام (گاز و نفت) و کرمانشاه و کردستان و آذربایجان غربی، سیمان، شمش سازی طلا در قروه و تکاب، سدسازی و موادغذایی و …
صنایع مهم دستی و سنتی کردستان عبارت‌اند از: فرش و قالی، گلیم بافی و گیوه بافی، موج بافی و …

### معادن
کردستان از نظر ذخایر معدنی بسیار غنی است و ذخایر طلای کشور و معادن بزرگ آهن و آلومینیوم و… در این منطقه وجود دارد.

### نفت و گاز
استان‌های ایلام (رتبه دوم ذخایر گازی در میان سایر استان‌ها) و کرمانشاه داری ذخایر عظیم نفت وگاز هستند، که به‌طور تقریبی ۱۵٪ تا ۱۳٪ ذخایر نفت وگاز اثبات شده ایران در این دو استان قرار دارد.

## گردشگری
کردستان در بخش کوهستانی و پر بارش ایران قرار دارد. همین امر سبب به وجود آمدن رودهای پرآب و طبیعت سرسبز حاشیه آن شده است. وجود آب در دیرباز مورد توجه مردمان باستان بوده است تا در آنجا سکونت گزینند. وجود آب و مهاجرت مادها به کردستان زمینه را برای تشکیل امپراطوری‌های بزرگ به وجود آورد که آثار آن همچنان در این دیار قابل مشاهده است.
در کنار طبیعت دلنشین وجود بازارچه‌های مرزی از لحاظ جذب گردشگر اهمیت چند برابر دارد که سالانه میلیون‌ها توریست را از سراسر کشور به شهرهای مرزی می‌کشاند و نقش مهمی در اقتصاد استان‌ها بازی می‌کند.

مناظر اطراف جاده سنندج، کامیاران.

| استان          | شهر            | نام اثر                       | وضعیت                                                |
| -------------- | -------------- | ----------------------------- | ---------------------------------------------------- |
| کرمانشاه       | کرمانشاه       | سنگ نبشته بیستون              | ثبت جهانی و ثبت در فهرست آثار ملی ایران              |
| کرمانشاه       | کرمانشاه       | طاق بستان                     | در حال ثبت جهانی و ثبت در فهرست آثار ملی ایران       |
| کرمانشاه       | کنگاور         | معبد آناهیتا                  | در حال ثبت جهانی و ثبت در فهرست آثار ملی ایران       |
| کرمانشاه       | روستای برناج   | گوردخمه برناج                 | درحال ثبت در فهرست آثار ملی ایران                    |
| کرمانشاه       | پاوه           | غار قوری قلعه                 | در حال ثبت جهانی و ثبت در فهرست آثار ملی طبیعی ایران |
| کرمانشاه       | روستای ریجاب   | روستای تاریخی وگردشگر ریجاب   | ثبت در فهرست آثار ملی طبیعی ایران                    |
| کرمانشاه       | سرپل ذهاب      | قلعه یزدگرد                   | ثبت در فهرست آثار ملی ایران                          |
| کردستان        | بیجار          | قلعه و دژ تاریخی قمچغای       | ثبت در فهرست آثار ملی ایران                          |
| کردستان        | روستای هورامان | روستای تاریخی وگردشگر هورامان | ثبت در فهرست آثار ملی طبیعی ایران                    |
| کردستان        | مریوان         | دریاچه زریوار                 | در حال ثبت جهانی و ثبت در فهرست آثار ملی طبیعی ایران |
| کردستان        | سقز            | غار کرفتو                     | ثبت در فهرست آثار ملی طبیعی ایران                    |
| کردستان        | سقز            | قلعه زیویه                    | ثبت در فهرست آثار ملی طبیعی ایران                    |
| آذربایجان غربی | مهاباد         | غارسهولان                     | ثبت در فهرست آثار ملی ایران                          |
| آذربایجان غربی | نقده           | تپه حسنلو                     | ثبت در فهرست آثار ملی ایران                          |
| آذربایجان غربی | مهاباد         | فقرگاه                        | ثبت در فهرست آثار ملی ایران                          |
| آذربایجان غربی | برادوست ارومیه | دریاچه مارمیشو                | ثبت در فهرست آثار ملی طبیعی ایران                    |
| آذربایجان غربی | سردشت          | آبشار شلماش                   | ثبت در فهرست آثار ملی طبیعی ایران                    |
| آذربایجان غربی | بوکان          | غار قلایچی                    | ثبت در فهرست آثار ملی طبیعی ایران                    |
| آذربایجان غربی | بوکان          | تپه قلایچی                    | ثبت در فهرست آثار ملی ایران                          |
| ایلام          | ملکشاهی        | نقش‌برجسته گل گل ملکشاهی       | ثبت در فهرست آثار ملی ایران                          |

| استان          | محل سرچشمه                                       | نام                 | حوضه آبریز    |
| -------------- | ------------------------------------------------ | ------------------- | ------------- |
| کردستان        | چهل چشمه (اطراف سقز)                             | قزل ازون (سفید رود) | دریای خزر     |
| کرمانشاه       | به هم پیوستن رودهای روانسر و پراو (رود سیمره)    | کرخه                | رود دجله      |
| آذربایجان غربی | کوهستانهای مابین مهاباد و پیرانشهر               | زاب کوچک            | خلیج فارس     |
| آذربایجان غربی | کوهستان‌های کردستان عراق، گذر از بانه ،سقز، بوکان | سیمینه رود          | دریاچه ارومیه |
| کردستان        | کوهای چهل چشمه (اطراف سقز)                       | زرینه رود           | دریاچه ارومیه |
| آذربایجان غربی | (کردستان) ترکیه                                  | ارس                 | دریاچه ارومیه |
| آذربایجان غربی | دالامپر                                          | برده سور            | دریاچه ارومیه |

## احزاب و سازمان‌های سیاسی
- حزب دموکرات کردستان (حدک)[۴۶]
- حزب دمکرات کردستان ایران
- حزب کومله کردستان ایران[۴۷]
- حزب حیات آزاد کردستان (پژاک)[۴۸]
- جامعه دموکراتیک و آزاد شرق کردستان (کودار)
- جنبش جمهوری‌خواه شرق کردستان[۴۹]
- جامعهٔ زنان آزاد شرق کردستان (کژار)
- جماعت دعوت و اصلاح (اخوان المسلمین ایران)[۵۰]
- سازمان دموکراتیک یارسان
- سازمان خبات انقلابی کردستان ایران
- کومله سازمان کردستان حزب کمونیست ایران
- کومله زحمتکشان کردستان
- سازمان حقوق بشر کردستان
- حزب آزادی کردستان[۵۱]
- مکتب قرآن
- جبهه متحد کرد
- حزب ماه و ستاره زرد کردستان

## رسانه‌ها
این رسانه‌ها اغلب به دو زبان کردی و فارسی هستند که هدف آن‌ها بیشتر مخاطبان کرد تبار ایرانی است.
رسانه‌های متعلق به سازمان صداوسیما
- شبکه کردستان (استانی)
- رادیو استانی کرمانشاه (استانی)
- رادیو کردی تهران
- رادیو ارومیه
- شبکه سحر کُردی (برون مرزی)
- شبکه کردستان (استانی)
- شبکه زاگرس (استانی)
- شبکه مهاباد (محلی)
- شبکه ایلام (استانی)
- شبکه اترک (استانی)
- رادیو استانی کردستان (استانی)
- رادیو ایلام (استانی)

رسانه‌های خارج از ایران
- شبکه کردینو متعلق به گروه جم تی وی
- شبکه روداو
- شبکه کردستان۲۴
- شبکه کردستان تی‌وی
- شبکه مد تی‌وی
- شبکه ان‌آرتی
- شبکه روناهی تی‌وی
- شبکه تیشک تی‌وی
- شبکه تی‌آرتی کردی
- شبکه زارو
- شبکه زاروک تی‌وی